# Klaus Voormann

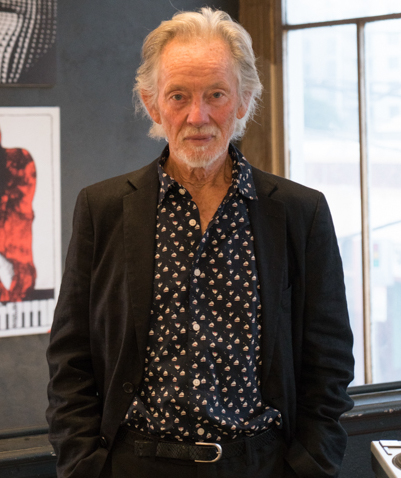
Klaus Voormann (2018)

Klaus Otto Wilhelm Voormann (* 29. April 1938 in Berlin) ist ein deutscher Musiker, insbesondere Bassist, und Grafiker.

## Leben

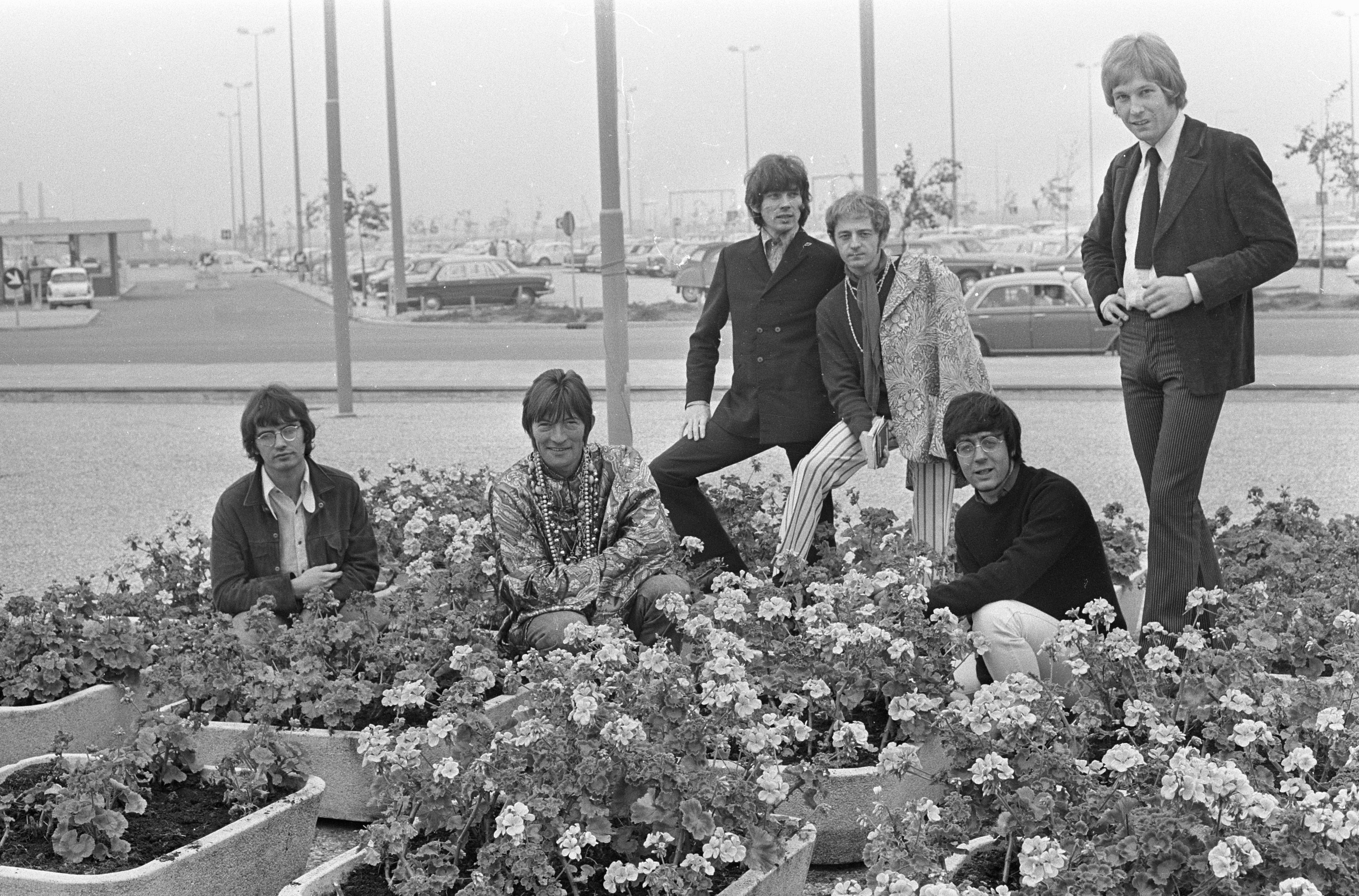
L.n.R.: Tom McGuinness, Dave Berry, Klaus Voormann, Mike Hugg, Manfred Mann, Mike d’Abo (Schiphol, 1967)

Klaus Voormann wuchs im Berliner Ortsteil Heiligensee auf, wo seine Familie größere Ländereien besaß. Nach dem Abitur studierte er in Hamburg an der Meisterschule für Gestaltung und arbeitete als grafischer Designer und Illustrator, als er 1960 im Hamburger Kaiserkeller die Mitglieder der Band The Beatles kennenlernte und gemeinsam mit Astrid Kirchherr einer ihrer besten Freunde wurde. Aufgrund seiner engen Zusammenarbeit mit der Gruppe wird er mitunter als „fünfter Beatle“ bezeichnet. Er kaufte Ende 1961 den Bass des Beatles-Bassisten Stuart Sutcliffe, als sich dieser aus der Musik zurückzog und in Hamburg blieb. Als die Beatles weltberühmt wurden, blieb er mit ihnen verbunden, zumal er 1964 ebenfalls nach London zog. Hier gründete er seine eigene Beat-Band The Eyes, aus der 1965 Paddy, Klaus and Gibson (mit Gibson Kemp und Paddy Chambers) wurde. In dieser Zeit spielte er in verschiedenen Clubs der Star-Club-Kette, u. a. in Hamburg und Bielefeld. Ab 1966 spielte er Bassgitarre bei Manfred Mann und begann so neben seiner Grafiker- auch eine Musikerkarriere.
Im Jahr 1966 entwarf Voormann während seiner Londoner Zeit das Cover für das Beatles-Album Revolver, auf dem er auch selbst am rechten Rand der Titelcollage zu sehen ist und für das er 1967 einen Grammy für das beste Schallplattencover erhielt. Die Zeitschrift Hörzu vertrieb die Platte anfangs in Deutschland und platzierte ihr Logo im Zentrum des Covers. Voormann war aber nie Layouter der Hörzu, wie oft fälschlich angenommen wird. Das Cover wurde 2011 von den Rolling-Stone-Lesern unter die zehn „besten aller Zeiten“ gewählt.
Voormann entwarf auch das Cover für die Bee-Gees-Alben Bee Gees 1st (1967) und Idea (1968). Die Einflüsse auf seinen Stil sind vielfältig; eine wichtige Rolle spielen Max Liebermann und expressionistische Maler wie George Grosz.
Die Freundschaft zu den Beatles führte dazu, dass er bei zahlreichen Soloprojekten von John Lennon, Ringo Starr und George Harrison den Bass spielte und zu einem international gefragten Studiomusiker avancierte. So war er u. a. Gründungsmitglied von John Lennons Plastic Ono Band und war an solchen LPs wie Imagine, Ringo Starrs Ringo oder George Harrisons Alben All Things Must Pass und Concert for Bangla Desh beteiligt. Außerdem spielte er auf Lou Reeds Album Transformer als Bassist mit. Als Studiobassist hat er unter anderem mit Carly Simon (das Bass-Intro von You’re So Vain stammt von ihm), Harry Nilsson, Randy Newman und B. B. King gearbeitet. Zeitweise lebte er in der Nähe von Los Angeles.
1979 kehrte er nach Deutschland zurück und wurde Musikproduzent. Sein erster Erfolg wurde die bis dahin noch unbekannte Band Trio. Gebeten von Stefan Remmler produzierte er mit ihr einen der größten Hits der Neuen Deutschen Welle: Da Da Da. Außerdem produzierte er Wigald Boning und arbeitete mit Künstlern wie Marius Müller-Westernhagen, Nena und Heinz Rudolf Kunze zusammen. Bei der Phonogram arbeitete er in den 1990er Jahren als A&R-Manager.
Mitte der 1990er Jahre war er für die Cover-Gestaltung der Beatles-Anthology zuständig. Auch mit Paul McCartney blieb er nach Auflösung der Beatles freundschaftlich verbunden und schuf 1999 einige Grafiken für dessen Album Run Devil Run.
Für die Münchener Freiheit gestaltete er 1998 das Cover für das Album Schatten.
Am 29. November 2002 nahm er am Gedenkkonzert für George Harrison teil, das in der Royal Albert Hall in London stattfand. Dort spielte er bei den Stücken All Things Must Pass und Wah Wah den Bass.
2003 veröffentlichte er sein Buch Warum spielst du „Imagine“ nicht auf dem weißen Klavier, John?. Voormann schildert darin seine Zeit mit den Beatles, aber auch zahlreiche andere Begegnungen und das Leben in der internationalen Musikszene.
Klaus Voormann kreierte auch das Cover zum Album Scandinavian Leather der norwegischen Death-Punk-Band Turbonegro, das 2003 erschien. Inzwischen hat er über 100 Album-Cover entworfen.
Zum 40. Jubiläum des Erscheinens von Revolver im Jahr 2006 gestaltete Voormann abermals das Cover einer offiziellen Jubiläumsedition, das aber bislang unveröffentlicht blieb.
50 Jahre nach der Gründung der Beatles widmete das Nachrichtenmagazin Der Spiegel am 22. Mai 2010 den „Fab Four“ seine Titelgeschichte. Den Titel gestaltete Klaus Voormann, wobei er sich stilistisch an das Cover des Albums Revolver anlehnte.
2009 erschien Voormanns erstes Soloalbum A Sideman’s Journey, zu dem ihn seine Frau überredet hatte. Auf dem Musikalbum, aus dessen Verkaufserlös ein Teil den Lakota in South Dakota zugutekommt, wirken viele seiner alten Weggefährten, die er als „Sideman“ auf ihrer „Journey“ begleitete, mit, wie zum Beispiel Paul McCartney, Ringo Starr, The Manfreds und Joe Walsh. Das Album erreichte in Deutschland Platz 26 der Album-Charts. Im September 2010 wirkte er bei dem MTV-Unplugged-Konzert von Mando Diao mit, das im November 2010 veröffentlicht wurde.
Voormann hat eine elektrische achtsaitige Gitarre (mit vier Basssaiten und vier Gitarrensaiten bzw. drei Basssaiten und fünf Gitarrensaiten) erfunden.
In starker Anlehnung an das Revolver-Cover gestaltete Klaus Voormann 2012 das Artwork für das Album Who is jo King? der Band Fools Garden. Am 22. September 2012 wurde ihm im Rahmen des 32. Lahnsteiner Bluesfestivals der nach Louis Armstrong benannte Bluespreis „Blues-Louis“ verliehen.
Im April 2018 wurde Voormann bei der Echoverleihung mit dem ECHO für sein Lebenswerk ausgezeichnet. Laudator war Wolfgang Niedecken, mit dem Voormann auch den Song Mighty Quinn einspielte. Wenige Tage später gab er den Preis aus Protest gegen die umstrittene Preisverleihung an Kollegah und Farid Bang zurück.
Am 11. Juni 2018 trat Voormann im Rahmen eines Konzerts von Ringo Starr im Hamburger Stadtpark als Überraschungsgast mit Ringo Starr and His All-Starr Band auf.
Klaus Voormann, der jahrelang auf einem alten Bauernhof in Habernis an der Ostsee wohnte, lebt inzwischen zusammen mit seiner Frau Christina, seinem Sohn und seiner Tochter am Starnberger See in der Nähe von München.

## Filme
- In dem 1980 gedrehten US-amerikanischen Kinofilm Popeye – Der Seemann mit dem harten Schlag übernahm Voormann die Rolle des „Von Schnitzel“.
- 2009 erschien der Dokumentarfilm All You Need Is Klaus von Jörg Bundschuh, der Voormanns Leben beleuchtet.[14]
- In dem Spielfilm Backbeat aus dem Jahr 1994, der von den frühen Beatles-Jahren handelt, wird Voormann von Kai Wiesinger gespielt.

## Buchveröffentlichungen
- Mit Astrid Kirchherr und Ulf Krüger: Hamburg Days. Mit einem Vorwort von George Harrison. Genesis Publications, Guildford 1999, ISBN 0-904351-72-6.
- Warum spielst du Imagine nicht auf dem weißen Klavier, John? Heyne, München 2003, ISBN 3-453-87313-0.
- Four Track Stories. München 2005. (deutsch, englisch).
- Drawings & More – 1960–2010. Limited Edition Of 500, Handsigned and numbered by Klaus Voormann, Seeshaupt 2010. (deutsch, englisch).

## Auszeichnungen und Nominierungen
- 1967: Grammy Award for Best Recording Package in der Kategorie Bestes Album-Cover, Grafik (Best Album Cover, Graphic Arts) für das Album Revolver von den Beatles
- 1973: Grammy Award für Album des Jahres (Album of the Year) für das Livealbum The Concert for Bangla Desh (zusammen mit George Harrison, Billy Preston, Bob Dylan, Eric Clapton, Leon Russell, Ravi Shankar, Ringo Starr und Phil Spector)
- 2011: Nominierung für den Grammy Award in der Kategorie Bestes Paket als Box oder limitierte Ausgabe (Best Boxed or Special Limited Edition Package) für A Sideman’s Journey (Limited Collector’s Super Deluxe Box Set) von Voormann & Friends